# Whitewater Region
Whitewater Region es un municipio canadiense situado en la provincia de Ontario.

## Superficie
Whitewater Region tiene una superficie de 535,48 km².

## Demografía
En 2021, tenía 7225 habitantes, una densidad poblacional de 13,5 hab./km², y 3470 viviendas.